# エボリ (映画)
『エボリ』（Cristo si è fermato a Eboli）は、フランチェスコ・ロージ監督による1979年のイタリアの映画である。
カルロ・レーヴィが自らの体験を綴った『キリストはエボリに止りぬ』が原作。

## キャスト
- ジャン・マリア・ヴォロンテ
- イレーネ・パパス
- パオロ・ボナチェッリ
- レア・マッサリ
- アラン・キュニー

## 注
1. ↑  新訳版は『キリストはエボリで止まった』（竹山博英訳、岩波文庫、2016年）